# Miroslav Donutil

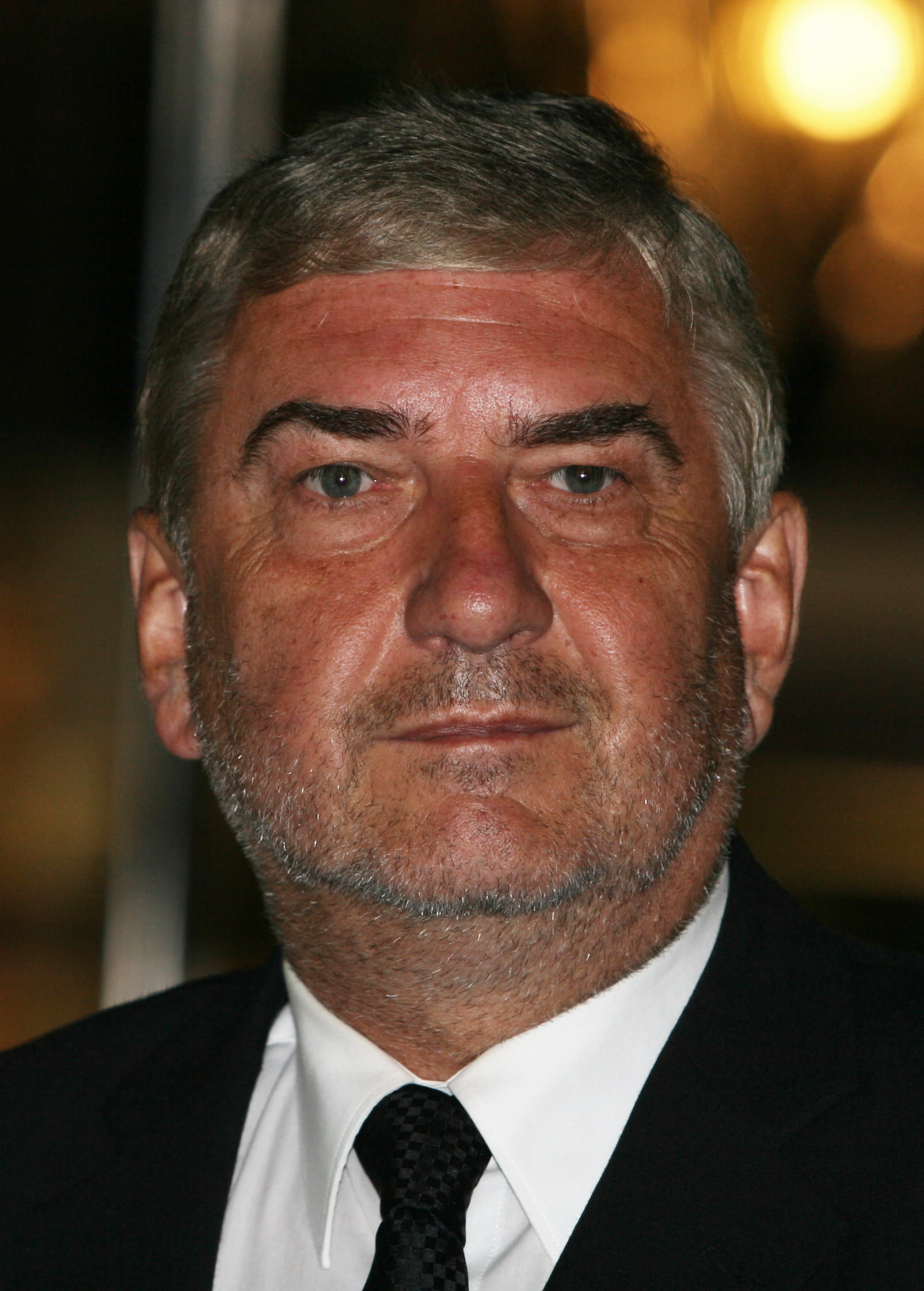
Miroslav Donutil (2008)

Miroslav Donutil (* 7. Februar 1951 in Třebíč, Tschechoslowakei) ist ein tschechischer Schauspieler.

## Biografie
Miroslav Donutil studierte an der Janáček-Akademie für Musik und Darstellende Kunst Brünn (JAMU). Von 1973 bis 1990 spielte er am Theater von Brünn und wurde anschließend Mitglied beim Prager Nationaltheater Národní divadlo, wo er bis heute regelmäßig auftritt. Als Filmschauspieler debütierte Donutil 1978 in Stepán Skalskýs Drama Cista reka. Seitdem war er international vor allen Dingen in Filmen wie Das Erbe oder: Fuckoffjungsgutntag (1993), Kuschelnester (1999) und Sex in Brno (2003) zu sehen. Für seine Darstellung des Dohnal in Věra Chytilovás Tragikomödie Große Fallen, kleine Fallen wurde Donutil bei der Verleihung des tschechischen Filmpreises Český lev 1999 als Bester Nebendarsteller ausgezeichnet. Eine weitere Nominierung in derselben Kategorie folgte im Jahr 2004 für seine Darstellung des Miroslav Norbacher in Vladimír Moráveks Liebeskomödie Sex in Brno.

## Filmografie (Auswahl)
- 1978: Cista reka
- 1981: Kurzgeschnitten (Postriziny)
- 1986: Eine zauberhafte Erbschaft (Čarovné dědictví)
- 1986: Galoschen des Glücks (Galoše šťastia)
- 1986: Mich überfiel die Nacht (Zastihla me noc)
- 1992: Der lange Weg des Lukas B. (By Way of the Stars) (Fernseh-Miniserie)
- 1993: Das Erbe oder: Fuckoffjungsgutntag (Dědictví aneb Kurvahošigutntag)
- 1994: Rosa, das Schutzgespenst (Róza, strázné strasidlo)
- 1996: Lea
- 1998: Große Fallen, kleine Fallen (Pasti, pasti, pasticky)
- 1999: Kuschelnester (Pelíšky)
- 2003: Das Krankenhaus am Rande der Stadt – 20 Jahre später (Nemocnice na kraji mesta po dvaceti letech) (Fernsehserie, eine Folge)
- 2018: Mein Onkel Archimedes (Můj strýček Archimedes)
- 2003: Sex in Brno (Nuda v Brně)